# Dance Street
Dance Street est une émission de télévision française diffusée le vendredi soir à 20h35 sur France Ô du 15 octobre 2010 à décembre 2013. Elle est aussi retransmise sur la chaîne algérienne Beur TV.

## Description
Il s’agit d’un concours de danse hip-hop. Pour la deuxième saison en 2011, plus de 200 groupes participent à l'émission. Enfin, des invités viennent chanter (Dry, Psy 4 de la rime, Tal...)

### Saison 2
Lors de chaque émission, trois groupes s'affrontent au cours de quatre épreuves :
- Chorégraphie libre, à l'issue de laquelle un groupe est éliminé. Les membres ont deux minutes pour faire une chorégraphie libre de leur choix.
- Battle individuel : Les deux équipes restantes choisissent un représentant pour ce battle. Chacun des trois membres du jury sanctionnent la prestation des danseurs par un vote d'humeur vert ou rouge.
- Battle collectif
- Choré-relais : Pour les mini-finales, cinq groupes réalisent successivement une chorégraphie sur la même bande imposée. Le meilleur est retenu pour les battles.

### Saison 3
Il existe une rubrique nommée la minute playmo qui consiste à apprendre un pas de danse. Parmi les épreuves on trouve :
- Battle Final : À la fin de l'émission, deux crews font une battle pour savoir quel est celui qui reste. Les crews ont deux passages de 30 secondes.
- Chorée à espace réduit : les membres de la crew doivent faire une chorégraphie mais ils sont dans un petit carré.

### Saison 4
La rubrique de la minute playmo se transforme en interview. Voici la liste des épreuves : 
- Freestyle individuel : Chaque membre de la crew doivent faire une danse.
- Freestyle individuel avec mouvement imposée : Épreuve identique à la précédente mais la seule différence est un mouvement imposé par le jury.
- Freestyle de groupe : Les groupes ont deux minutes pour improviser une chorégraphie.
- Battle Final
- Battle de bonus : Pour les demi-finales, elle est identique à la battle final et les danseurs peuvent gagner 5 points.
- Battle d'armaguedon : Un armaguedon (battle à trois crews) est organisée. Un seul groupe reste.
- Chorégraphie libre
- Chorée remixée : Le groupe réalise une chorégraphie mais DJ Ewone! accélère ou ralentit le son.
- Choré-relais express : les danseurs font une chorégraphie de 30 secondes qu'ils ont apprise en 15 minutes. Les groupes passent à la suite.
- Chorégraphie sur un thème imposée : il existe des thèmes tels que :
  - Danse avec tes stars : les membres dansent sur des musiques d'artistes (ex. : Michael Jackson)
  - The best party : les membres du groupe dansent sur une époque, par exemple, mais sur le thème de la danse.

## Saisons
| Saison       | # de Groupes | # de Semaines | Date du lancement | Date de la finale | Places d'Honneurs | Places d'Honneurs | Places d'Honneurs |
| ------------ | ------------ | ------------- | ----------------- | ----------------- | ----------------- | ----------------- | ----------------- |
| Saison       | # de Groupes | # de Semaines | Date du lancement | Date de la finale | Vainqueur         | Deuxième place    | Troisième place   |
| 1-2010       | 32           | 10            | 15 octobre 2010   | 18 décembre 2010  | 9-1PACT           | XXe Tribu         | Par-Allèles       |
| 2-2011-2012  | 200          | 38            | 7 octobre 2011    | 21 juin 2012      | For Ze Sound      | Crazy Alliance    | Need 4 Speed      |
| 3- 2012-2013 | 36           | 38            | 20 octobre 2012   | 22 juin 2013      | Very Bad Team     | Team Nord         | L-ien'z Crew      |
| 4-2013       | 10           | 10            | 24 octobre 2013   | 20 décembre 2013  | YZ                | Sales mômes       | Bad Trip          |

## Casting

### Animateurs
| Animateurs                                      | Saison 1 | Saison 2 | Saison 3 | Saison 4 |
| ----------------------------------------------- | -------- | -------- | -------- | -------- |
| Audrey Chauveau (présentatrice, sur le plateau) |          |          |          |          |
| Fred Musa (présentateur, en coulisse)           |          |          |          |          |
| Playmo (MC)                                     |          |          |          |          |
| Ewone! (DJ)                                     |          |          |          |          |
| DJ Stasi (DJ)                                   |          |          |          |          |
| DJ Mr. T. (DJ)                                  |          |          |          |          |

Légende:
 Actuellement
 Anciennement 
 Remplaçants

### Juges
| Jessy Matador                  | Chanteur et danseur de Afrikan New style  | ♦ |   |   |   |
| Malika Benjelloun              | Chorégraphe et danseuse hip-hop           | ♦ | ♦ | ♦ |   |
| Bruce Ykanji                   | Danseur créateur du festival Juste debout | ♦ | ♦ | ♦ |   |
| Laurent Bouneau                | Directeur des programmes de Skyrock       |   |   | ♦ | ♦ |
| Marion Motin                   | Danseuse et chorégraphe                   |   |   |   | ♦ |
| Benji                          | B-boy                                     |   |   |   | ♦ |
| Invité tournant chaque semaine | -                                         |   | ♦ |   |   |

### Juges invités pour la saison 2
- Aline Afanoukoé
- L'Algérino
- Brahim Asloum (mini-finales)
- Rachid Badouri
- Malik Bentalha
- Booder
- Olivier Cachin (dont mini-finales)
- Cartouche
- China
- Amelle Chahbi
- Gary Fico
- Doc Gynéco
- MC Jean Gab'1
- Sly Johnson
- Koxie
- Les Lascars gays
- Jessy Matador
- Mokobé
- Quentin Mosimann
- Nessbeal
- Mélissa Nkonda
- Orelsan
- Cyril Paglino
- Princess Erika
- Shurik'n (finale)
- Sidney (dont mini-finales)
- Sir Samuel
- Soprano
- Claudia Tagbo
- Arnaud Tsamere
- Tunisiano
- Vicelow
- Yugson de Wanted Posse